# Simone Locarni
Simone Locarni (Verbania, 6 luglio 1999) è un pianista jazz italiano.

## Biografia
Nato a Verbania ma cresciuto a Mergozzo, inizia lo studio del pianoforte all’età di 6 anni, e si perfeziona in pianoforte classico al Conservatorio Giuseppe Verdi di Milano. Affascinato dalle figure di Tom Waits e Keith Jarrett, si avvicina al jazz all’età di 12 anni, formandosi con Ramberto Ciammarughi, Franco D'Andrea e Umberto Petrin.
A partire dal 2016 inizia ad esibirsi nei principali festival jazz italiani al fianco di artisti italiani e internazionali come Bebo Ferra, Daniele Di Bonaventura, Michele Gori, Fabrizio Bosso, Andrea Andreoli, Fabrizio Sferra, Paolo Tomelleri, Roberto Dani, Hector Costita, John B. Arnold, Yuri Goloubev, Asaf Sirkis, Javier Girotto, Ana Pilat e Klaus Gesing. Nel 2018, a soli 19 anni, è ospite degli Italian Jazz Days di New York, grazie a una borsa di studio conferitagli dal Festival internazionale del jazz della Spezia.
Nel 2018 esce il suo primo disco Playin’ Tenco in quartetto con Stefano Solani, Mario Biasio e Nicola Stranieri, incentrato sulle musiche del cantautore omonimo; nel 2021 viene invece pubblicato Ten Stops, secondo disco solista che vede la partecipazione di Andrea Dulbecco, Bebo Ferra e Riccardo Fioravanti.
Nell'agosto 2022 vince lo Spoleto Europe Jazz Award in qualità di Miglior Talento Jazz Europeo, mentre a dicembre riceve la Menzione Speciale di Tomorrow's Jazz, il premio dedicato ai giovani talenti del jazz italiano promosso da Veneto Jazz e dal Ministero della cultura, "per l'approccio compositivo e improvvisativo".
Nel 2023 esce Blies, terzo disco solista e primo in piano solo, seguito da un tour che oltre a diverse parti d'Italia tocca anche Svizzera, Germania e Portogallo
A febbraio 2024 vince la XXI edizione del Concorso nazionale "Chicco Bettinardi" di Piacenza per Giovani Talenti del Jazz Italiano nella categoria solisti, conquistando anche il Premio del Pubblico. Nel mese di marzo invece vince il 14th European Young Artists' Jazz Award indetto dall'Internationale Jazzwoche Burghausen, primo vincitore come musicista solista nella storia del premio; inaugura inoltre la 53ª edizione del festival con un concerto in piano solo alla Wackerhalle di Burghausen, storica sede della manifestazione, in apertura al concerto di Ron Carter. A giugno 2024 vince inoltre il Premio della Critica della XXVIII edizione del Premio Internazionale Massimo Urbani.
Nel luglio 2025 viene invitato da Mario Brunello come artist in residence di Stresa Festival, dove collabora con artisti del calibro di Javier Girotto e Richard Galliano e compone per l'occasione Suite for a Lake, opera inedita per pianoforte, quartetto d'archi e tromba dedicata al Lago Maggiore ed eseguita in anteprima assoluta con il Quartetto Noûs e Fulvio Sigurtà.
Attualmente è docente di pianoforte jazz e musica d'insieme presso l'Helvetic Music Institute di Bellinzona.

## Discografia
Come leader 
- 2018 - Playin’ Tenco (Incipit/Egea)
- 2021 - Ten Stops (Dasè Sound lab/Halidon)
- 2023 - Blies (Dasè Sound lab)

 Come sideman
- 2024 - My Family Things di Andrea Andreoli (Abeat Records)